# Eminence (Missouri)
Eminence és una població dels Estats Units a l'estat de Missouri. Segons el cens del 2000 tenia 548 habitants.

## Demografia
Segons el cens del 2000, Eminence tenia 548 habitants, 256 habitatges, i 142 famílies. La densitat de població era de 111,9 habitants per km².
Dels 256 habitatges en un 19,9% hi vivien nens de menys de 18 anys, en un 44,5% hi vivien parelles casades, en un 7,8% dones solteres, i en un 44,5% no eren unitats familiars. En el 41,8% dels habitatges hi vivien persones soles el 23,8% de les quals corresponia a persones de 65 anys o més que vivien soles. El nombre mitjà de persones vivint en cada habitatge era de 2,09 i el nombre mitjà de persones que vivien en cada família era de 2,85.
Per edats la població es repartia de la següent manera: un 19,5% tenia menys de 18 anys, un 7,5% entre 18 i 24, un 25,9% entre 25 i 44, un 22,3% de 45 a 60 i un 24,8% 65 anys o més.
L'edat mediana era de 43 anys. Per cada 100 dones de 18 o més anys hi havia 82,7 homes.
Entorn del 23,8% de les famílies i el 31,4% de la població estaven per davall del llindar de pobresa.

## Poblacions més properes
El següent diagrama mostra les poblacions més properes.